# Liste der Kulturgüter in Wimmis
Die Liste der Kulturgüter in Wimmis enthält alle Objekte in der Gemeinde Wimmis im Kanton Bern, die gemäss der Haager Konvention zum Schutz von Kulturgut bei bewaffneten Konflikten, dem Bundesgesetz vom 20. Juni 2014 über den Schutz der Kulturgüter bei bewaffneten Konflikten sowie der Verordnung vom 29. Oktober 2014 über den Schutz der Kulturgüter bei bewaffneten Konflikten unter Schutz stehen.
Objekte der Kategorie A sind vollständig in der Liste enthalten, Objekte der Kategorie B sind im Gemeindegebiet nicht ausgewiesen, Objekte der Kategorie C fehlen zurzeit (Stand: 5. Mai 2024). Unter übrige Baudenkmäler sind Objekte zu finden, die im Bauinventar des Kantons Bern als «schützenswert» verzeichnet sind.

## Kulturgüter
| Foto |                                                              | Objekt                                  | Kat. | Typ | Standort                        | Beschreibung |
| ---- | ------------------------------------------------------------ | --------------------------------------- | ---- | --- | ------------------------------- | --- |
| ja   | Datei hochladen · Wikidata zu Reformierte Kirche (Q19362740) | Reformierte Kirche KGS-Nr.: 01347       | A    | G   | Schlossgasse 2a 615064 / 169100 | Das aus dem 10. oder 11. Jahrhundert stammende Kirchengebäude ist ein romanisches, ursprünglich dreischiffiges Bauwerk mit Dreiapsidenabschluss und quadratischem Turm an der Südwestecke, das vor 1450 in eine Saalkirche nach lombardischen Vorbild umgebaut wurde. Dabei ist die Hauptapsis wesentlich grösser als die beiden Nebenapsiden. Im Innern sind Wandmalereien aus dem 15. Jahrhundert zu finden.                                                  |
| ja   | Datei hochladen · Wikidata zu Schloss Wimmis (Q1442357)      | Schloss Wimmis KGS-Nr.: 09925           | A    | G   | Schlossgasse 6 614981 / 169051  | Aus dem 13. Jahrhundert stammendes, lang gezogenes Schloss auf einem Ausläufer der Burgflue, mit Südostflügel von 1695/96 und Nordostflügel von 1741/42. Der älteste Teil ist der hochmittelalterliche Bergfried mit zweigeschossigem Palas. Die beiden Seitenflügel ruhen auf hohen Stützmauern, welche die Anlage wesentlich prägen. Beim letzten Umbau im Jahr 1950 entstand eine neue Halle mit skulptierten Pfeilerkapitellen von Erwin Friedrich Baumann. |
| ja   | Datei hochladen · Wikidata zu Letzi Spissi (Q19362741)       | Letzi Spissi (Talsperre) KGS-Nr.: 10474 | A    | F   | Spissen N.N. 614590 / 168480    | Die aus dem 14. Jahrhundert stammende Letzi ist eine stark eingewachsene Steinmauer mit teilweise verfülltem Graben-Wall-System auf der Talseite, die eine deutlich sichtbare Geländestufe bildet. Die ursprünglichen Durchgänge sind im Gelände auf der Bergseite noch ablesbar. Unmittelbar vor der Passhöhe zieht sich die 1942 errichtete Panzersperre im stumpfen Winkel von der Burgflue zum Niesenwald.                                                  |

## Übrige Baudenkmäler
Hinweis: Anstelle der KGS-Nummer wird als Objekt-Identifikator (ID) die Grundstücksnummer verwendet.
| ID             | Foto |                                                                                | Objekt                                           | Typ | Standort                                              | Beschreibung                                                                                      |
| -------------- | ---- | ------------------------------------------------------------------------------ | ------------------------------------------------ | --- | ----------------------------------------------------- | ------------------------------------------------------------------------------------------------- |
| 26             | BW   | Datei hochladen                                                                | Bauernhaus (1657)                                | G   | Oberdorfstrasse 18 615073 / 169025                    |                                                                                                   |
| 60; 666        | ja   | Datei hochladen · Wikidata zu Ritter’sche Steinbogenbrücke (1766) (Q115257723) | Ritter’sche Steinbogenbrücke (1766)              | G   | Port N.N. 614367 / 169266                             |                                                                                                   |
| 68             | BW   | Datei hochladen                                                                | Sarbach’sches Ladenhaus (1710)                   | G   | Oberdorfstrasse 3 615183 / 169131                     |                                                                                                   |
| 85             | BW   | Datei hochladen                                                                | Fahrrad- und Fussgängerbrücke "Simmesteg" (1989) | G   | Güüch 199p 614900 / 170609                            |                                                                                                   |
| 120            | ja   | Datei hochladen · Wikidata zu Wohnstock (um 1800) (Q115257990)                 | Wohnstock (um 1800)                              | G   | Schlossgasse 4 615019 / 169090                        |                                                                                                   |
| 121            | BW   | Datei hochladen                                                                | Mühle (1702)                                     | G   | Mühligasse 6 615278 / 169179                          |                                                                                                   |
| 226            | BW   | Datei hochladen                                                                | Lindenhof (1857)                                 | G   | Hauptstrasse 23 615565 / 169611                       |                                                                                                   |
| 266            | BW   | Datei hochladen                                                                | Ehemaliges Bauernhaus (um 1820)                  | G   | Sagistrasse 3 615324 / 169187                         |                                                                                                   |
| 268            | BW   | Datei hochladen                                                                | Haus Ast (um 1800)                               | G   | Unterdorfstrasse 2 615286 / 169493                    |                                                                                                   |
| 268            | BW   | Datei hochladen                                                                | Ofenhaus-Stöckli (1. Viertel 19. Jh.)            | G   | Unterdorfstrasse 2a 615302 / 169482                   |                                                                                                   |
| 301; 215       | BW   | Datei hochladen                                                                | Ehemaliges Bauernhaus (1763)                     | G   | Hofitgasse 10, 12 615288 / 169272                     |                                                                                                   |
| 303            | BW   | Datei hochladen                                                                | Wohnhaus mit Ökonomieteil (Mitte 19. Jh.)        | G   | Bachtelestrasse 1 615129 / 169227                     |                                                                                                   |
| 303            | BW   | Datei hochladen                                                                | Wohnhaus (1792)                                  | G   | Bachtelestrasse 3 615117 / 169215                     |                                                                                                   |
| 320            | BW   | Datei hochladen                                                                | Ehemaliges Bauernhaus (1789)                     | G   | Mattestrasse 3 616388 / 169433                        |                                                                                                   |
| 329            | BW   | Datei hochladen                                                                | Ehemalige Maschinenhalle (1918)                  | G   | AR. Nitrochemie 625 615444 / 170562                   |                                                                                                   |
| 339; 550       | BW   | Datei hochladen                                                                | Ehemaliges Bauernhaus (1. Hälfte 18. Jh.)        | G   | Unterdorfstrasse 10 / Bäckergasse 8 615321 / 169583   |                                                                                                   |
| 361            | BW   | Datei hochladen                                                                | Zumstein-Haus (1829)                             | G   | Simmentalstrasse 27 614696 / 169852                   |                                                                                                   |
| 362            | BW   | Datei hochladen                                                                | Scheune (1780)                                   | G   | Simmentalstrasse 18a 614666 / 169623                  |                                                                                                   |
| 370            | BW   | Datei hochladen                                                                | Pfrundscheune (1772)                             | G   | Oberdorfstrasse 5a 615138 / 169100                    |                                                                                                   |
| 371            | BW   | Datei hochladen                                                                | Ofenhaus-Speicher (1783)                         | G   | Oberdorfstrasse 16a 615096 / 169108                   |                                                                                                   |
| 418; 789       | BW   | Datei hochladen                                                                | Bäuerliches Wohnhaus (1684)                      | G   | Moosweg 10, 12 615614 / 169013                        |                                                                                                   |
| 450; 879       | BW   | Datei hochladen                                                                | Bäuerliches Wohnhaus (1715)                      | G   | Hofitgasse 4–6 615280 / 169303                        |                                                                                                   |
| 453            | BW   | Datei hochladen                                                                | Stöckli (1821)                                   | G   | Gurzelestrasse 8 615389 / 169450                      |                                                                                                   |
| 517; 679       | BW   | Datei hochladen                                                                | Haus Sury (1759)                                 | G   | Unterdorfstrasse 31, 33 616428 / 170496               |                                                                                                   |
| 607            | ja   | Datei hochladen · Wikidata zu Bäuerliches Wohnhaus (1687) (Q115258313)         | Bäuerliches Wohnhaus (1687)                      | G   | Platzweg 1 615108 / 169036                            |                                                                                                   |
| 646; 899; 1671 | BW   | Datei hochladen                                                                | Bäuerliches Doppelwohnhaus (1690)                | G   | Haslistrasse 1 / Schindelfeldweg 2, 4 615464 / 169267 |                                                                                                   |
| 670            | BW   | Datei hochladen                                                                | Ehemaliges Bahnhofsrestaurant- und -hotel (1897) | G   | Bahnhofstrasse 6 615089 / 169372                      |                                                                                                   |
| 688            | BW   | Datei hochladen                                                                | Amthaus (1815)                                   | G   | Oberdorfstrasse 1 615227 / 169212                     |                                                                                                   |
| 689            | ja   | Datei hochladen                                                                | Brücke (1. Hälfte 19. Jh.)                       | G   | Simmentalstrasse N.N. 616904 / 170229                 | Das Objekt liegt hälftig auf dem Gemeindegebiet von Wimmis (ID-Nr. 689) und Spiez (ID-Nr. 261).   |
| 690            | BW   | Datei hochladen                                                                | Ehemaliges Kornhaus (17. Jh.)                    | G   | Schlossgasse 6b 614986 / 169023                       |                                                                                                   |
| 722            | BW   | Datei hochladen                                                                | Bauernhaus (1762)                                | G   | Schwarze Gasse 5 615353 / 169306                      |                                                                                                   |
| 780            | BW   | Datei hochladen                                                                | Doktorhaus (um 1830)                             | G   | Hauptstrasse 22 615248 / 169333                       |                                                                                                   |
| 840            | BW   | Datei hochladen                                                                | Ehemalige Pinte mit Ökonomieteil (um 1810)       | G   | Oberdorfstrasse 8 615166 / 169147                     |                                                                                                   |
| 893            | BW   | Datei hochladen                                                                | Bäuerliches Wohnhaus (um 1540)                   | G   | Schwarze Gasse 1 615312 / 169279                      |                                                                                                   |
| 917            | BW   | Datei hochladen                                                                | Feldscheune (1790)                               | G   | Mattestrasse 8a 616181 / 169623                       |                                                                                                   |
| 956            | ja   | Datei hochladen                                                                | Aquädukt (1908)                                  | G   | Steinigand N.N. 616428 / 170496                       | Das Objekt liegt hälftig auf dem Gemeindegebiet von Wimmis (ID-Nr. 956) und Spiez (ID-Nr. 95).    |
| 1188           | BW   | Datei hochladen                                                                | Mühlestöckli (1827)                              | G   | Mühligasse 8 615293 / 169164                          |                                                                                                   |
| 1480           | ja   | Datei hochladen                                                                | Eisenbahnbrücke über die Kander (1896/97)        | G   | Ey N.N. 615771 / 170682                               | Das Objekt liegt hälftig auf dem Gemeindegebiet von Wimmis (ID-Nr. 1480) und Spiez (ID-Nr. 6173). |
| 1626           | BW   | Datei hochladen                                                                | Scheune (1823)                                   | G   | Bachtelestrasse 5a 615142 / 169196                    |                                                                                                   |
| 1626           | BW   | Datei hochladen                                                                | Wellauer-Haus (1820)                             | G   | Bachtelestrasse 7 615153 / 169187                     |                                                                                                   |